# Каратауские петроглифы
Каратауские петроглифы — различные изображения, высеченные на скалах ущелий Каратау в эпоху бронзы и раннего железного века. Найдены в большом количестве в урочищах Койбагар, Арпаозен, Майдамтал, Улкентура, Кысан, Жынгылшак, Кошкарата, Суюндиксай, в заповеднике Аксу-Жабаглы и в других. В основном, урочища находятся на территории Сузакского района Туркестанской области.
Найдено 3045 композиций и отдельных изображений, а в урочище Арпаозен — 2765. Изучены петроглифы в урочище Майдамтал, Улкентура. Каратауские петроглифы в основном высечены на скалах и валунах различных размеров. Они отражают хозяйственную жизнь кочевых племён соответствующей эпохи, а также их религиозные верования, обычаи, традиции, обряды. Встречаются изображения птиц, зверей, животных. Тематика изображений разнообразная, несёт определённую смысловую нагрузку. Например, образ верблюда символизирует богатство и силу. На многих скалах высечены сцены охоты на горного козла с собаками, ловля птиц. Встречаются изображения воинов с копьями и дубинами в руках.
Особую ценность представляют найденные в последнее десятилетие ХХ-го века около 50-и изображений военных колесниц и грузовых телег. Среди Каратауских наскальных изображений они считаются особо ценными. Подобные изображения находятся и в Жетысу — в местностях Танбалы, Ешкиольмес и других. Они выполнены в одинаковой манере, причём, упряжные животные, — лошади или верблюды, — изображаются редко.
Многочисленные рисунки в горах Каратау, изображающие сцены из жизни древних скотоводческих племён, представляют собой ценный исторический источник, дающий представление об их хозяйственной и духовной жизни.

## Арпаозенские петроглифы
Арпаозенские петроглифы относятся ко 2-му — 1-му тысячелетию до н. э. Находятся в Сузакском районе Туркестанской области, на склоне хребта Келиншектау в горах Каратау. Исследованы археологическими экспедициями АН Казахстана (М. Кадырбаев, 1970, З. Самашев, 1980). Общее количество рисунков составляет 3,5 тысячи, сюжеты посвящены охоте и военным сценам. Изображения военных колесниц свидетельствуют о том, что на этой территории проходили различные сражения. 